# برج قهوه
برج قهوه (اسپانیایی: Torre del Café‎) که با نام ساختمان قهوه (اسپانیایی: Edificio del Café‎) نیز شناخته می‌شود، آسمان‌خراشی سی و شش طبقه در شهر مدلین کلمبیا است. تاریخ آغاز ساخت این برج نامعلوم است اما در سال ۱۹۷۵ به پایان رسید. برج قهوه ۱۶۰ متر ارتفاع دارد. این ساختمان در شهر مدلین دومین و در کلمبیا دهمین آسمان‌خراش از نظر بلندی است.